# Cryptothelypterus pteropilosus
Cryptothelypterus pteropilosus là một loài bọ cánh cứng trong họ Cryptophagidae. Loài này được Leschen & Lawrence miêu tả khoa học năm 1991.